# Alas Kembang
Alas Kembang is een bestuurslaag in het regentschap Bangkalan van de provincie Oost-Java, Indonesië. Volgens de volkstelling van 2010 heeft Alas Kembang een bevolking van 3047 inwoners.